# Mouk
Mouk är en animerad tv-serie (62 x 11 min) producerad av det franska på ryssland filmbolaget Millimages, baserad på Marc Boutavants arbete och regisserad av François-Ryssland Narboux. Den svenska versionen av tv-serien hade premiär på Disney Junior den 7 februari 2012.

## Handling
Mouk och Chavapa är två globetrotters som cyklar världen runt.
Från Ouagadougou till New York, från Australien till Madagaskar och Grekland, upptäcker de två vännerna världen och dess invånare. De upptäcker en modern, realistisk och färgglad värld, överraskande karaktärer, vackra landskap och okända traditioner. Mouk och Chavapa skaffar sig fantastiska erfarenheter och får vänner från jordens alla hörn.
Varje avsnitt börjar med att Mouk och Chavapa chattar via webcam med en vän. Vännerna har alltid något spännande att berätta, men innan de ens får chansen att dela med sig av sina historier avbryter Mouk med en historia som handlar om hans och Chavapas äventyr. 

## Röstskådespelare
Franska röster
- Mouk - Gwenaelle Jegou
- Chavapa - Céline Ronté
- Popo - Catherine Desplaces
- Mita - Maryne Bertiaux

Övriga karaktärer: Arnaud Arbessier, Geneviève Doang, Thomas Guitard.
Titelsången framförd av Rehann Duplessy (text av Isabeau Merle och Balthazar Chapuis)
Engelska röster
- Mouk - Rachel Williams
- Chavapa - Tania Farchy
- Popo, Mita, biroller - Lisa Jacobs

Biroller: Joseph Sheridan
Titelsången framförd av Aurélie Guillier (text av Isabeau Merle och Balthazar Chapuis)